# 横川町 (八王子市)
横川町（よこかわまち）は、東京都八王子市中央部の地名である。丁番を持たない単独町名であり、住居表示未実施区域。郵便番号は193-0823（八王子西郵便局管区）。

## 地理
八王子市中央部の、南浅川と浅川（北浅川）、城山川に囲まれたところに位置し、東部を陣馬街道が縦断する。
東で元本郷町、西で元八王子町、南で日吉町・千人町・長房町、北で叶谷町・大楽寺町・弐分方町と隣接する。

### 住宅団地
北東部には東京都住宅供給公社により開発され、1975年に完成した住宅団地（横川町住宅）がある。

### 河川
- 南浅川
- 城山川
- 大沢川

### 地価
住宅地の地価は、2014年（平成26年）1月1日の公示地価によれば、横川町108番55外の地点で11万7000円/m2となっている。

## 歴史

### 沿革
- 1889年（明治22年）4月1日 - 町村制施行により、神奈川県南多摩郡横川村が大楽寺村、上壱分方村、下壱分方村、弐分方村、川村、元八王子村と合併し、元八王子村が成立する。横川村は元八王子村大字横山となる。
- 1955年（昭和30年）4月1日 - 元八王子村が八王子市へ編入、元八王子村大字横山は八王子市大字横山となる。
- 1956年（昭和31年）10月1日 - 町名変更により八王子市大字横山が横川町となる。
- 1980年（昭和55年） - 八王子市立横川小学校・八王子市立横川中学校が開校。

## 世帯数と人口
2017年（平成29年）12月31日現在の世帯数と人口は以下の通りである。
| 町丁   | 世帯数    | 人口     |
| ------ | --------- | -------- |
| 横川町 | 5,170世帯 | 10,922人 |

## 小・中学校の学区
市立小・中学校に通う場合、学区は以下の通りとなる。
| 番地                                                        | 小学校                   | 中学校                   |
| ----------------------------------------------------------- | ------------------------ | ------------------------ |
| 1〜614番地 618〜626番地 629〜639番地1〜4、7〜8 640〜811番地 | 八王子市立横川小学校     | 八王子市立横川中学校     |
| その他                                                      | 八王子市立元八王子小学校 | 八王子市立元八王子中学校 |

## 交通

### 道路・橋梁
- 東京都道521号上野原八王子線（陣馬街道）
- 横川橋・水無瀬橋（南浅川）
- 三村橋（城山川）

### 路線バス
- 西東京バス
  - 京王八王子駅・西八王子駅〜横川町住宅〜松枝住宅
  - 京王八王子駅〜横川〜宝生寺団地・恩方車庫・繊維団地・大久保
  - 京王八王子駅〜横川〜高尾駅南口
  - 西八王子駅〜横川〜繊維団地
  - 西八王子駅〜横川下原公園入口〜グリーンタウン高尾・高尾駅北口
- はちバス
  - 東海大学八王子病院〜横川〜北の根東（川口町）
- 高速バス
  - 中央自動車道元八王子バスストップ

## 施設

### 教育
- 八王子市立横川小学校
- 八王子市立横川中学校

### 郵便局
- 八王子横川町郵便局

### 商業
- スーパーアルプス横川店
- ガスト八王子横川店

### 公園
- 横川下原公園
- 横川弁天池公園